# Geodeta (czasopismo)
GEODETA – Magazyn Geoinformacyjny, wcześniej: GEODETA – Magazyn Geodezyjny – polski miesięcznik prezentujący aktualne zagadnienia z zakresu: geodezji, kartografii, katastru, GIS-u, fotogrametrii, teledetekcji, nawigacji satelitarnej i geoinformatyki.
Przedstawiał najnowsze rozwiązania techniczne stosowane w kraju i za granicą, informował o pracach polskich naukowców, zmianach w prawie oraz sytuacji panującej na krajowym rynku geoinformacji. Wydawcą była firma GEODETA Sp. z o.o. z siedzibą w Warszawie.
Ukazywał się od czerwca 1995 roku do maja 2023 roku.
Magazyn GEODETA nie był kontynuacją przedwojennego czasopisma o tej samej nazwie. Pierwszy numer tamtego GEODETY – miesięcznika Związku Inżynierów Miernictwa – ukazał się w maju 1939 r. Do chwili wybuchu wojny wydano tylko trzy numery. Po wojnie nie wznowiono jego edycji.

## Dodatki
Wraz z Magazynem GEODETA ukazywały następujące bezpłatne dodatki:
- Administracja (nieregularnie) – zbiór danych teleadresowych krajowych urzędów geodezyjnych;
- Arcadia (co miesiąc) – poświęcony oprogramowaniu firmy ESRI;
- Bentley Geomagazyn (co 2 miesiące) – poświęcony oprogramowaniu CAD i GIS firmy Bentley Systems;
- Geocywilizacja (co 2 miesiące) – poświęcony oprogramowaniu CAD i GIS firmy Autodesk;
- Historia (nieregularnie) – poświęcony wydarzeniom historycznym związanym z geodezją i kartografią (pierwszy numer wydany we wrześniu poświęcony był działaniom polskiej wojskowej służby geodezyjnej i kartograficznej w wojnie obronnej 1939 r.);
- NAWI (co około rok, wcześniej do kilka miesięcy) – dodatek sprzętowy poświęcony geodezyjnym i GIS-owym odbiornikom GNSS;
- Skanery laserowe (nieregularnie) – dodatek sprzętowy poświęcony skanerom laserowym;
- Systemy EGiB (jeden numer) – zestawienie oprogramowania do prowadzenia Ewidencji Gruntów i Budynków;
- Tachymetry (co około rok) – dodatek sprzętowy poświęcony tachimetrom dostępnym na polskim rynku;

## Geoforum
Od września 2005 roku wydawnictwo GEODETA Sp. z o.o. oprócz miesięcznika redagowało również wortal Geoforum. Poza aktualnymi informacjami z dziedziny szeroko rozumianej geomatyki, na stronie udostępniono elektroniczne archiwum miesięcznika GEODETA, bazę przetargów, ogłoszeń i uczelni geodezyjnych, a także wykłady z zakresu podstaw geodezji, kartografii, GIS, teledetekcji, fotogrametrii oraz nawigacji satelitarnej.
Po zaprzestaniu wydawania miesięcznika, portal Geoforum zakupiło warszawskie przedsiębiorstwo Geo-System Sp. z o.o..